# Synclera univocalis
Synclera univocalis is een vlinder uit de familie van de grasmotten (Crambidae), uit de onderfamilie van de Spilomelinae. De wetenschappelijke naam van deze soort is voor het eerst voorgesteld als Glyphodes univocalis door Francis Walker in een publicatie uit 1859.

## Verspreiding
De soort komt voor in Syrië, Jemen, Zuid-Afrika, de Seychellen, de Chagosarchipel, India, Sri Lanka, Myanmar en Thailand.

## Waardplanten
De rups leeft op Ziziphus mauritiana (Rhamnaceae).